# Irene Handl
Irene Handl, född 27 december 1901 i Maida Vale, London, död 29 november 1987 i Kensington, London var en brittisk skådespelerska.

## Rollista i urval
- 1941 – Pimpernel Smith
- 1945 – Kort möte
- 1950 – Rampfeber
- 1951 – Gift på vift
- 1953 – Hin Håle i högform
- 1954 – Skolflickor är vi allihopa
- 1959 – Dina pengar är mina pengar
- 1959 – Nu tar vi polisen
- 1959 – Man är väl diplomat
- 1960 – No Kidding
- 1960 – Doktorn är kär
- 1960 – Pälsligan
- 1962 – Vilket himla liv
- 1966 – Morgan - hur galen som helst
- 1969 – Den vilda biljakten
- 1970 – "Sherlock Holmes" – privatögat privat
- 1970 – En vacker dag kan man se hur långt som helst
- 1977 – Glöm inte kamelerna
- 1977 – En jycke för mycket
- 1979 – The Great Rock 'n' Roll Swindle
- 1986 – Absolute Beginners